# 한국의 1위 목록
한국의 극치(韓國의 極値)는 한국 첫 번째 또는 1위의 일람이다.

## 자연

### 지리
- 한국에서 가장 높은 산: 백두산(白頭山) - 해발(海拔) 2,744m
- 한국에서 가장 긴 강: 압록강(鴨綠江) - 790km
- 한국에서 가장 넓은 강 유역: 압록강 유역 - 31,739km2
- 한국에서 가장 큰 섬: 제주도(濟州島) - 1,810km2
- 한국에서 가장 높은 고개: 금패령(禁牌嶺, 함경남도 신흥-풍산, 1,676m)
- 한국에서 가장 넓은 호수: 수풍호(水豊湖, 인공) - 345km2, 서번포(西藩浦, 자연) - 16.12km2

### 기후
- 한국에서 가장 더운 곳: 홍천군
- 한국에서 가장 추운 곳: 백두산
- 한국에서 연교차가 가장 적은 곳: 서귀포시
- 한국에서 연교차가 가장 많은 곳: 중강진
- 한국에서 가장 비가 많이 오는 곳: 거제도
- 한국에서 가장 눈이 많이 오는 곳: 울릉도
- 한국에서 가장 여름에 시원한 곳: 대관령

## 행정 구역

### 면적
- 한국에서 가장 넓은 도 - 함경남도 - 31,977km2[1] / 경상북도 - 19,027km2
- 한국에서 가장 좁은 도 - 제주특별자치도 - 1,848km2
- 한국에서 가장 넓은 시 - 경상북도 안동시 - 1,519.17km2/ 함경남도 단천시 2,170km2[2]
- 한국에서 가장 좁은 시 - 경기도 구리시 - 33km2
- 한국에서 가장 넓은 군 - 강원특별자치도 홍천군 - 1,820km2 /함경북도 무산군 - 6,164km2[1] / 량강도 백암군 - 2,294 km2[2] /
- 한국에서 가장 좁은 군 - 경상북도 울릉군 - 72.8km2
- 한국에서 가장 넓은 읍 - 강원특별자치도 인제군 인제읍 - 315km2/ 함경북도 경성군 주을읍 - 772km2[1] /
- 한국에서 가장 좁은 읍 - 경기도 남양주시 퇴계원읍 - 3.254km2. 1개리로 이루어짐
- 한국에서 가장 넓은 면 - 강원특별자치도 홍천군 내면 - 448km2/ 함경북도 무산군 삼사면(三社面) - 2,254km2[1] /
- 한국에서 가장 좁은 면 - 제주특별자치도 제주시 우도면(牛島面) - 6.182km2. 1개리로 이루어짐
- 한국에서 가장 넓은 구 - 경상북도 포항시 북구 - 734.72 km2
- 한국에서 가장 좁은 구 - 부산광역시 중구 - 2.8km2

### 인구
- 한국에서 인구밀도가 가장 높은 광역자치단체 - 서울특별시
- 한국에서 인구밀도가 가장 높은 시 - 부천시
- 한국에서 인구밀도가 가장 높은 군 - 증평군
- 한국에서 인구밀도가 가장 높은 구 - 양천구
- 한국에서 인구가 가장 많은 광역자치단체 - 경기도
- 한국에서 인구가 가장 많은 기초자치단체 - 수원시
- 한국에서 인구가 가장 많은 군 - 달성군
- 한국에서 인구가 가장 많은 구 - 송파구
- 한국에서 인구가 가장 많은 읍 - 물금읍
- 한국에서 인구가 가장 많은 면 - 해룡면
- 한국에서 인구가 가장 많은 동 - 신중동
- 한국에서 가장 인구가 적은 읍 - 상동읍
- 한국에서 가장 인구가 적은 군 - 울릉군

## 건물
- 한국에서 가장 높은 건물 - 롯데월드타워
- 한국에서 가장 높은 아파트 - 해운대 엘시티 더샵
- 대한민국 수도권에서 가장 높은 아파트 - 목동 하이페리온

## 극점

### 동단
- 경상북도 울릉군 울릉읍 독도리 동도. 북위 37° 14′ 24″ 동경 131° 52′ 22″ / 북위 37.24000°  동경 131.87278° [3]

### 서단
- 평안북도 신도군 비단섬 옛 마안도 지역

### 남단
- 제주특별자치도 서귀포시 대정읍 마라리. 북위 33° 06′ 43″ 동경 126° 16′ 07″ / 북위 33.11194°  동경 126.26861° [3]

### 북단
- 함경북도 온성군 남양면 풍서리 유원진